# هيو براون (لاعب كريكت)
هيو براون (3 نوفمبر 1959 بكرايستشرش في نيوزيلندا - ) (بالإنجليزية: Vaughan Brown)‏ هو لاعب كريكت نيوزلندي. شارك مع منتخب نيوزيلندا الوطني للكريكت.

## وصلات خارجية
- هيو براون على موقع إي آس بي آن كريك إنفو (الإنجليزية)